# Royal Mail Ship
Royal Mail ship ou Royal Mail steamer (significando "navio" ou "vapor do Correio Real" e, normalmente, abreviado para RMS) é um prefixo usado em navios mercantes britânicos contratados pela Royal Mail (companhia postal nacional do Reino Unido) para transportarem correio.
A designação começou a ser usada em 1840 e foi usada por um grande número de companhias, mas é associada frequentemente com a Cunard Line, a qual licitou com a Royal Mail um grande contrato de transporte e colocou o prefixo tradicional RMS em todos os seus navios. Hoje em dia, continua a usá-lo nos seus navios, entre os quais o RMS Queen Mary 2 e o RMS Queen Elizabeth 2.
O navio mais famoso a usar o prefixo RMS foi o tão conhecido RMS Titanic da White Star Line, que colidiu com um iceberg na noite de 14 de abril de 1912, vindo a naufragar nas primeiras horas do dia 15 de abril.

## Prefixo HMHS
Os navios ingleses com função hospitalar durante a Primeira Guerra Mundial recebiam o prefixo HMHS (de His Majesty's Hospital Ship, significando Navio Hospital de Sua Majestade).

## Prefixo SS
Tecnicamente, um navio usaria o prefixo somente quando fosse contratado para transportar correio, caso contrário, usaria o  prefixo normal SS (de steam ship, significando "navio a vapor").

## Prefixo RRS
Os navios de pesquisa ingleses recebem o prefixo RRS (Royal Research Ship, Navio de Investigação Real). Até aos anos 1960 este navios eram operados pela Royal Navy, como parte da frota auxiliar.

## Prefixo M/V
Com o advento dos motores de combustão interna, o prefixo SS caiu em desuso, tendo sido substituído pelo M/V (motor vessel, embarcação a motor).

## Prefixo S/V
Actualmente é frequente os iates à vela utilizarem o prefixo S/V (sailing vessel), se bem que a sua utilização é facultativa.